# すれちがい通信
すれちがい通信（すれちがいつうしん）とは、ニンテンドーDSシリーズのゲームにおいて、ゲーム機同士が無線通信を用いて互いを自動で探知し、ゲームに関連するデータを自動的に送受信する機能・サービスである。
表記について任天堂は、「すれ違い通信」ではなく「すれちがい通信」で統一している。

## 概要
ニンテンドーDSの『nintendogs』で提唱された機能である。すれちがい通信の設定が行われた携帯型ゲーム機同士がすれちがったときに通信が起こる。プレイヤーが一度設定した後は、特に操作を行わなくても、すれちがい通信が動作している携帯型ゲーム機は互いを自動で探知し、自動で通信を行う。よって、例えば2人のプレイヤーが鞄などにこの状態のゲーム機を入れたまま接近すると、互いに自覚がなくとも通信が成立する。Nintendo Switchの一部ソフト（例えば、ポケットモンスターソード・シールドなど）にもローカル通信を使用した似たような機能が存在するが、Switchのハード内での近距離通信は「すれちがい通信」と呼ばれていない。
すれちがい通信によって送受信される内容はゲームによりさまざまである。ゲーム内のアイテムを交換したり、簡単なメッセージのやりとり等のことができる。『すばらしきこのせかい』や『スーパーマリオ 3Dランド』など、すれちがい相手が当該ゲームを登録していなくても通信可能なゲームもある。
提唱された『nintendogs』以降、多種のゲームソフトに搭載されたが、ニンテンドー3DSの項で後述する理由から、普及率の高い一部のソフトを除いて広まることは少なかった。その後、多大な売上・普及率と、すれちがい通信における話題（「まさゆきの地図」の項を参照）を満たした『ドラゴンクエストIX 星空の守り人』で爆発的なブームが起き、大きく認知されるようになった。
後に、競合他社であるソニー・コンピュータエンタテインメントのPlayStation PortableおよびPlaystation Vitaでも、一部のゲームソフト(モンスターハンターポータブル 2nd G等)に、アドホック通信を利用した類似機能が実装されている。

## 各ゲームハードにおける仕様

### ニンテンドーDS
すれちがい通信機能を搭載しているソフトを起動してすれちがい通信モードに設定した後、ニンテンドーDSの電源を入れたまま、同様にすれちがい通信モードに設定された他のニンテンドーDSに近づくと通信が起こる。電源を入れたまま本体を閉じ、スリープ状態にしても通信は起こる。
2005年より東京都・千葉県のJRの一部の駅に「すれちがい通信中継所」が設置された。これはユーザー同士が実際にすれちがわないと通信できない難点を解消するもので、中継所がすれちがい通信のデータを一時的に格納し、他のユーザーにデータを配信するという、文字どおり"中継"する役割をもった端末である。現在は中継所のサービスは全国で終了しており、撤去されている。量販店などに設置されているDSステーションでも同等のサービスが行われていたが、こちらも現在は行われていない。
2010年5月20日、『ドラゴンクエストIX 星空の守り人』がすれちがい通信で発売（2009年7月11日）から2010年3月4日までに延べ117,577,073人という記録を出し、「ギネス・ワールド・レコーズ」に認定された。

### ニンテンドー3DS
ニンテンドーDSシリーズの次世代型携帯ゲーム機であるニンテンドー3DSでは、それまでのすれちがい通信機能が持っていた問題点を改善したものになっている。仕様の根本として大きく異なるのが、ニンテンドー3DSでは、すれちがい通信が各ゲームソフトウェアの機能としてではなく、本体システムの機能として行われることである。なお、DSソフトでの扱いについては従来通り。3DSのすれちがい通信機能を使う場合は、3DS本体に必ずSDカードを入れる必要がある。具体的には、以下のような仕様となっている。
1. すれちがい通信に対応したニンテンドー3DS専用ソフトで、プレイヤーがすれちがい通信の設定を行うと、ソフトはニンテンドー3DS本体に、すれちがい通信時に送信するデータを登録する。
  - ソフトに「すれちがい通信モード」というものは存在せず、すれちがい通信を登録した後はすぐゲームプレイなどの他の操作に戻ることができる。
  - 3DS本体には複数のソフトのすれちがい通信設定を保存することができる（最大12本）。

これまでの携帯型ゲームのすれちがい通信は、対応した各ソフトウェア側の機能であったため、起動中のゲームタイトル1作品分しか通信ができず、かつ専用の通信モードにしておかなければならなかった（多くのソフトの場合、すれちがい通信モード中にゲームをプレイすることはできない）。そのため、複数のプレイヤーが同一ソフトについて、ゲームをプレイせずすれちがい通信モードに設定しているときにすれちがう、というかなり限定された条件下でしか発生しなかった。
2. すれちがい通信の設定が登録された3DS本体は、定期的に他の3DS本体を探知する。
  - スリープ中だけでなくソフトを起動しているときも、3DS本体は常時すれちがい通信を試みる。
  - 例外としては、以下の状況下の場合そちらが優先され、すれちがい通信が起動しない。
    - プレイしているゲームの方で通信機能を利用しているとき（ワイヤレス通信が優先される。構造上、通信は一度に一種類しか行えない）
    - インターネット通信（いつの間に通信）を行っているとき（理由は同上）
    - ニンテンドーDS/DSi用ソフト・ニンテンドー3DS アンバサダープログラムのバーチャルコンソール・ゲームボーイアドバンスソフトを起動しているとき（3DS用の搭載機能が停止される）
3. 同じソフトのすれちがい通信設定が登録された3DS本体同士が互いを発見すると、3DS本体は互いに登録されたデータを送受信し、受信したデータを3DS本体に保存する。
  - 3DSでのすれちがい通信では、通信自体の過程において対応ソフトのメモリを利用しない。ゆえに、すれちがい通信の設定をしたカードソフトとは別の3DSカードをスロットに差し込んでいたとしても、設定をしたソフトのすれちがい通信が成立する。
  - 複数のソフトのすれちがい通信設定が互いの3DS本体に共通して登録されていた場合、可能な限りすべてのソフトについてすれちがい通信を行う。
4. すれちがい通信に成功した3DS本体は、プレイヤーにそのことを通知する。
  - 本体に付けられた「おしらせランプ」が緑色に点滅する。スリープ中はその後点灯に変わり、スリープモードを解除するまで継続する（いつの間に通信成功時、電池残量低下時はランプが上書きされる形で変わる）。
  - 本体機能である「おしらせリスト」に、どのソフトについて、いつ、何人とすれちがい通信が成立したか表示される。ここに表示されるのはすれ違った3DSのニックネームの人・時刻とすれちがい通信が成立したということだけであり、受信した内容を確認するには各ソフトを起動することになる。
5. プレイヤーがすれちがい通信に成功したソフトを起動し、受信した内容を確認しようとすると、ソフトは3DS本体から受信データを取り出し、プレイヤーにその内容を表示する。この作業では3DS本体に入ったSDカードの読出しが必ず起きる。
  - 取り出された受信データは3DS本体からは消去され、その後の取り扱いは起動しているソフトに委ねられる。

なお、ニンテンドー3DSを使用してニンテンドーDS用ソフトのすれちがい通信を行う場合、従来どおりの方法で通信するしかない。このとき上述したように、3DS用ソフトのすれちがい通信を同時に行うこともできない。
一度すれちがった人と再度すれちがい通信するにはすれちがってから8時間経過しないとできない。
2013年8月6日より、今までDSで行われていた「すれちがい通信中継所」のサービスを3DS用に、ニンテンドーゾーン・FREESPOT・Wi-Fineなどで開始し、2018年3月28日まで稼働していた。

## 問題
- すれちがい通信の発生が難しい地域（田舎・海外など）の一部プレイヤーがすれちがい通信限定アイテム等のゲーム内仮想通貨を手に入れるために、現実の通貨で売買する行為が生まれている。（→RMT）